# 西米良村立村所小学校
西米良村立村所小学校（にしめらそんりつ むらしょしょうがっこう）は、宮崎県児湯郡西米良村大字村所にある公立の小学校。

## 概要
歴史
1876年（明治9年）創立の「米良小学校 支校（分校）」を前身とする。数回の改組・改称を経て、現校名となったのは1947年（昭和22年）。2024年（令和6年）には西米良中学校との小中一貫教育を開始。2026年（令和8年）には創立150周年を迎える。
かつて、西米良村内には、1961年（昭和36年）4月時点で村立小学校は7校あったが、2005年（平成17年）までに6校が閉校し、現在では村所小学校1校のみとなっている。へき地2級地に指定されている。

教育目標
「主体的に学び合い、心豊かに、たくましく生きる西米良っ子の育成」
めざす児童像
- 進んで学びよく考える子
- 思いやりのある子
- 明るく健康でたくましい子

校章
中央に校名の「村所」の文字（縦書き）を配している。
校歌
作詞は河野鑑重、作曲は園山民平による。歌詞は3番まであり、歌詞中に校名は登場しない。
通学区域
西米良村全域。中学校区は西米良村立西米良中学校。

## 沿革
- （1873年（明治6年）1月15日 - 宮崎県（第1次）の管轄となる。）
- 1876年（明治9年）
  - 6月4日 - 民家を仮校舎とし、「第五大学区宮崎県管下第二十五中学校区第四十二番 米良小学校支校（分校）」として創立。
  - （8月21日 - 第2次府県統合により、鹿児島県の管轄となる。）
- 1879年（明治12年）4月 - 米良小学校から分離の上、「第五大学区鹿児島県管下第二十五中学区 村所小学校」として独立。上米良分校を設置。
- 1880年（明治13年）12月 - 教育令施行により、「公立下等村所小学校」に改称。
- 1881年（明治14年）9月 - 板谷分校を設置。
- （1883年（明治16年）5月9日 - 宮崎県（第2次）の管轄となる。）
- 1886年（明治19年）- 小学校令施行により、簡易科（3年制）を設置の上、「簡易村所小学校」に改称。
- 1888年（明治21年）3月 - 分校が独立。
- 1889年（明治22年）5月1日 - 児湯郡7村（小川・村所・板谷・越野尾・上米良・竹原・横野）が合併の上、「西米良村」が発足。
- 1890年（明治23年）- 尋常科（4年制）を設置の上、「尋常村所小学校」に改称。
- 1892年（明治25年）7月 - 「村所尋常小学校」に改称。
- 1901年（明治34年）7月4日 - 高等科（4年制）を併置の上、「村所尋常高等小学校」に改称。
- 1906年（明治39年）3月10日 - 新校舎が完成。この日をもって、開校記念日と制定。
- 1908年（明治41年）4月 - 改正小学校令により、尋常科（義務教育年限）が4年制から6年制に改められる。これにより、旧高等科1年を尋常科5年に、旧高等科2年を尋常科6年に、旧高等科3年を高等科1年に、旧高等科4年を高等科2年に改める。
- 1929年（昭和4年）
  - 3月 - 東校舎等が完成。
  - 10月 - 第2運動場を拡張。
- 1941年（昭和16年）
  - 4月1日 - 国民学校令施行により、「西米良村 村所国民学校」と改称。尋常科を初等科に改める。
  - 10月 - 1906年（明治39年）度完成の校舎を移築の上、木造2階建て校舎が完成。
- 1944年（昭和19年）4月 - 尾股分教場を設置。
- 1947年（昭和22年）- 学制改革が行われる（六・三制の実施）
  - 4月1日 - 国民学校初等科が、新制小学校「西米良村立村所小学校」（現校名）に改組・改称。
  - 5月8日 - 国民学校高等科が青年学校普通科とともに、新制中学校「西米良村立西米良中学校」に改組・改称。小学校に併設される。
- 1952年（昭和27年）6月 - 中学校独立校舎の完成により、併設を解消。
- 1953年（昭和28年）3月 - 尾股分校の校舎が完成。
- 1958年（昭和33年）11月 - 第2運動場を拡張。
- 1961年（昭和36年）4月1日 - 尾股分校が分離の上、西米良村立尾股小学校として独立。
- 1965年（昭和40年）3月 - へき地集会室が完成。
- 1968年（昭和43年）5月 - 鉄筋コンクリート造新校舎が完成。
- 1972年（昭和47年）7月 - へき地集会場（体育館）が完成。
- 1976年（昭和51年）6月 - 創立100周年記念式典を挙行。
- 1978年（昭和53年）4月1日 - 西米良村立尾股小学校と西米良村立横野小学校の2校を統合。
- 1979年（昭和54年）4月1日 - 西米良村立板谷小学校と西米良村立上米良小学校の2校を統合。
- 1980年（昭和55年）9月1日 - 給食室の一部を家庭科室に改造。
- 1986年（昭和61年）8月 - プールが完成。
- 1989年（平成元年）
  - 4月1日 - 西米良村立小川小学校を統合。
  - 7月 - みどりの少年団を結成。
- 1996年（平成8年）9月 - 第1回メラリンピック（小・中学校、村民合同体育大会）を開催。
- 2000年（平成12年）4月 - 山村留学生入学制度の運用を開始。（県内2名、県外2名、計4名が入学）
- 2001年（平成13年）11月 - 学校評議員制度が発足。
- 2002年（平成14年）6月 - 土曜日学校開放事業を開始。
- 2003年（平成15年）7月 - 西米良村教育委員会の主催で、通学合宿「かりこぼうずの学校」を開始。
- 2005年（平成17年）4月1日 - 西米良村立越野尾小学校を統合。
- 2015年（平成27年）2月 - 村所小きのこ園を設置。
- 2017年（平成29年）1月 - 放課後児童クラブを開所。
- 2024年（平成6年）4月1日 - 西米良村立西米良中学校とともに小中一貫教育を開始。

旧・尾股小学校
- 1944年（昭和19年）4月1日 - 「西米良村村所国民学校 尾股分校」として創立。
- 1947年（昭和22年）4月1日 - 学制改革により、「西米良村立村所小学校 尾股分校」に改称。
- 1953年（昭和28年）3月 - 校舎が完成。
- 1961年（昭和36年）4月1日 - 「西米良村立尾股小学校」（最終名）として独立。
- 1964年（昭和39年）4月 - へき地集会所が完成。
- 1978年（昭和53年）3月31日 - 西米良村立村所小学校への統合により閉校。創立34年（独立17年）の歴史に幕を閉じる。

旧・横野小学校
- 1879年（明治12年）7月17日 - 「米良小学校 横野分校」として創立。
- 1880年（明治13年）- 大河内に新校舎が完成。
- 1892年（明治25年）7月 - 「横野尋常小学校」に改称。
- 1893年（明治26年）- 横野に校舎を移転。
- 1908年（明治41年）4月 - 尋常科5年を新設。
- 1909年（明治42年）4月 - 尋常科6年を新設。
- 1920年（大正9年）9月17日 - 横野168のロに校舎を新築の上、移転を完了。
- 1941年（昭和16年）4月1日 - 国民学校令施行により、「西米良村横野国民学校」へ改称。尋常科を初等科に改める。
- 1947年（昭和22年）4月1日 - 学制改革（六・三制の実施）により、新制小学校「西米良村立横野小学校」（最終名）へ改組・改称。
- 1955年（昭和30年）3月 - 校地を移転し、校舎を改築。
- 1963年（昭和38年）
  - 3月 - 校地がダムに水没することとなり、校舎を新築の上、移転を完了。
  - 7月 - 公民館兼講堂が完成。
- 1964年（昭和39年）8月 - プールが完成。
- 1978年（昭和53年）3月31日 - 西米良村立村所小学校への統合により閉校。創立99年の歴史に幕を閉じる。

旧・板谷小学校
- 1881年（明治14年）9月 - 「村所小学校 板谷分校」として創立。
- 1882年（明治15年）5月 - 板谷字大王鶴に校舎を新築し移転。
- 1888年（明治21年）3月 - 簡易科（3年制）を設置の上、「簡易板谷小学校」として独立。
- 1890年（明治23年）- 尋常科（4年制）を設置の上、「尋常板谷小学校」に改称。
- 1892年（明治25年）7月 - 「板谷尋常小学校」に改称。7月6日を創立記念日とする。
- 1898年（明治31年）11月 - 尋常補習科（3年制）を設置。
- 1901年（明治34年）7月 - 村所尋常小学校に高等科が併置された（村所尋常高等小学校に改称した）ことにより、尋常補習科を廃止。尋常科修了者で希望者は村所尋常高等小学校の高等科へ通学することとなる。鶴瀬に校舎を新築。
- 1908年（明治41年）4月 - 尋常科5年を新設。
- 1909年（明治42年）4月 - 尋常科6年を新設。
- 1928年（昭和3年）4月 - 運動場を拡張。
- 1941年（昭和16年）4月1日 - 国民学校令施行により、「西米良村板谷国民学校」へ改称。尋常科を初等科に改める。
- 1947年（昭和22年）4月1日 - 学制改革（六・三制の実施）により、新制小学校「西米良村立板谷小学校」（最終名）へ改組・改称。
- 1949年（昭和24年）4月1日 - 西米良村立西米良中学校 板谷分校が併置される。
- 1965年（昭和40年）3月31日 - 西米良中学校 板谷分校が廃止される。
- 1966年（昭和41年）4月 - 鉄筋コンクリート造2階建て新校舎が完成。
- 1979年（昭和54年）3月31日 - 西米良村立村所小学校への統合により閉校。98年の歴史に幕を閉じる。

旧・上米良小学校
- 1878年（明治11年）- 「米良小学校 分校」として創立。
- 1879年（明治12年）- 移管により、「村所小学校 上米良分校」となる。
- 1888年（明治21年）3月 - 簡易科（3年制）を設置の上、「簡易上米良小学校」として独立。
- 1890年（明治23年）- 尋常科（4年制）を設置の上、「尋常上米良小学校」に改称。
- 1892年（明治25年）7月 - 「上米良尋常小学校」に改称。
- 1902年（明治35年）5月 - 最終所在地に移転。
- 1908年（明治41年）4月 - 尋常科5年を新設。
- 1909年（明治42年）4月 - 尋常科6年を新設。
- 1941年（昭和16年）4月1日 - 国民学校令施行により、「西米良村上米良国民学校」へ改称。尋常科を初等科に改める。
- 1947年（昭和22年）4月1日 - 学制改革（六・三制の実施）により、新制小学校「西米良村立上米良小学校」（最終名）へ改組・改称。
- 1948年（昭和23年）11月 - 西米良村立西米良中学校 上米良分校が併置される。
- 1952年（昭和27年）8月 - 校舎が完成。
- 1955年（昭和30年）3月 - 運動場を拡張。
- 1962年（昭和37年）3月 - へき地集会室が完成。西米良中学校上米良分校が廃止される。
- 1979年（昭和54年）3月31日 - 西米良村立村所小学校への統合により閉校。創立101年の歴史に幕を閉じる。

旧・小川小学校
- 1869年（明治2年）2月 - 領主・菊池武臣により、不動院跡に「弘文館」が設立される。
- 1876年（明治9年）- 「第五大学区宮崎県管下第二十五中学校区第四十二番 米良小学校」に改称。銀鏡・村所に支校（分校）を設置。
- 1877年（明治10年）7月 - 西南の役で被災。
- 1880年（明治13年）- 旧米良戸長役場跡に「小川小学校」が創立。
- 1883年（明治16年）- 校舎を焼失。
- 1884年（明治17年）- 民家を校舎として再開。
- 1886年（明治19年）- 簡易科（3年制）を設置の上、「簡易小川小学校」に改称。
- 1888年（明治21年）- 校舎を新築。
- 1890年（明治23年）10月 - 尋常科（4年制）を設置の上、「尋常小川小学校」に改称。
- 1892年（明治25年）7月 - 「小川尋常小学校」に改称。
- 1908年（明治41年）4月 - 尋常科5年を新設。
- 1909年（明治42年）4月 - 尋常科6年を新設。
- 1941年（昭和16年）4月1日 - 国民学校令施行により、「西米良村小川国民学校」へ改称。尋常科を初等科に改める。
- 1947年（昭和22年）- 学制改革が行われる（六・三制の実施）
  - 4月1日 - 新制小学校「西米良村立小川小学校」（最終名）に改組・改称。
  - 5月8日 - 西米良村立西米良中学校 小川分校が小学校に併設される。
- 1959年（昭和34年）2月 - 講堂が完成。
- 1966年（昭和41年）3月 - 鉄筋コンクリート造新校舎が完成。
- 1970年（昭和45年）4月1日 - 小川分校が分離の上、「西米良村立小川中学校」として独立。
- 1989年（平成元年）3月31日 - 西米良村立村所小学校への統合により閉校。120年の歴史に幕を閉じる。
  - この時、小川中学校も閉校となり、西米良村立西米良中学校に統合された。

旧・越野尾小学校
- 1879年（明治12年）3月 - 「小川小学校 越野尾分校」として創立。
- 1880年（明治13年）2月 - 「越野尾小学校」として独立。
- 1876年（明治19年）- 小学校令施行により、簡易科（3年制）を設置の上、「簡易越野尾小学校」に改称。
- 1890年（明治23年）4月 - 尋常科（4年制）を設置の上、「尋常越野尾小学校」に改称。
- 1892年（明治25年）4月 - 「越野尾尋常小学校」へ改称。
- 1908年（明治41年）4月 - 尋常科5年を新設。
- 1909年（明治42年）4月 - 尋常科6年を新設。
- 1935年（昭和10年）4月 - 高等科を併置の上、「越野尾尋常高等小学校」に改称。
- 1941年（昭和16年）4月1日 - 国民学校令施行により、「西米良村越野尾国民学校」へ改称。尋常科を初等科に改める。
- 1944年（昭和19年）11月 - 校舎を改築。
- 1947年（昭和22年）- 学制改革が行われる（六・三制の実施）。
  - 4月1日 - 新制小学校「西米良村立越野尾小学校」（最終名）へ改組・改称。
  - 5月8日 - 新制中学校「西米良村立西米良中学校 越野尾分校」が併設される。
- 1963年（昭和38年）4月 - 一ツ瀬ダムの建設に伴い、鉄筋校舎を新築の上、移転を完了。
- 1964年（昭和39年）4月 - プールが完成。
- 1965年（昭和40年）3月31日 - 併設の中学校越野尾分校が廃止される。
- 1979年（昭和54年）- 創立100周年記念式典を挙行。
- 2005年（平成17年）3月31日 - 西米良村立村所小学校への統合により、閉校。

## 著名な出身者
- 小河孝浩 - 写真家

## 交通
最寄りの鉄道駅
- JR九州
  - 日豊本線 「高鍋駅」より58km（車1時間30分）
  - 肥薩線 「人吉駅」より46.6km（車1時間）
- くま川鉄道 鉄道湯前線 「湯前駅」より21.5km（車30分）

最寄りのバス停留所
- 宮崎交通バス 西都バスセンター～杉安峡～村所線 「村所」バス停[注 1][3]
- 西米良村営バス（やまびこ） 「村所橋」停留所[3]

最寄りの幹線道路
- 九州自動車道 「人吉IC」より45km（車1時間）
- 国道219号・国道265号 「村所」交差点

## 周辺
- 西米良村役場
- 基幹集落センター
- 西米良村立西米良中学校
- 村所八幡神社
- 一ツ瀬川

## 参考資料
- 「西米良村史」（1973年（昭和48年）10月30日発行, 西米良村役場）p.778～p.786（各学校の沿革）